# Cervaro (comune)
Cervaro è un comune italiano di 7 771 abitanti della provincia di Frosinone nel Lazio.

## Geografia fisica

### Territorio
Il centro storico di Cervaro è collocato in panoramica sulla piana cassinate; da qui si diparte la strada provinciale Cervaro-Viticuso.
Il territorio comunale è ricco di vegetazione e include vette superiori ai 1000 m che talvolta portano neve anche al paese. Il colle Aquilone, 1268 m, domina Cervaro: si dice che quando è circondato da nebbia sta per arrivare la pioggia, in dialetto Négghia agl'Aquilone, acqua aglj c_pone. Si uniscono a quest'ultimo il Monte Rachis, Monte Porchio (284 m), Monte Chiaia (452 m) e Monte Trocchio (428 m).
Numerosi sono i corsi d'acqua che solcano il territorio di Cervaro, come il Rio Ascensione e S. Stefano che discendono dal Monte Aquilone. Mentre, dal Monte Rachis sorge il torrente Acquacandida, le cui acque vengono ancora oggi utilizzate dagli abitanti dell'omonima località e da tutti i cervaresi. A est della Casilina, infine, troviamo il Torrente del Faio che da Santa Maria di Trocchio va poi a sfociare nel Garigliano.

### Clima
Classificazione climatica: zona D, 1527 GR/G

## Storia

### Origini leggendarie
Una leggenda vuole che Enea, approdato presso Gaeta, si sia diretto verso l'interno fondando varie città, tra le quali spiccava Cervaro.
Ci sono giunte due tradizioni popolari che spiegano l'origine del toponimo: la prima racconta del giovane patrizio Tertullo che nel VI secolo, cercando di difendere la città, fu ucciso dai Goti; il giovane fu sepolto presso un altare per sacrifici posto in una zona aspra, chiamato l'Acerba ara, espressione trasformatasi poi in Cervaro. La seconda racconta di un cervo bianco che usava pascolare sul monte Pesculum, dove nacque l'acropoli e poi il castello; il cervo è effigiato sullo stemma comunale.

### Vicende storiche
Nell'alto medioevo, l'abate di Montecassino Petronace fece erigere un castello detto Castrum Cerbari.
Nel 757 vi si ritirò come monaco benedettino il re longobardo Rachis, che vi fondò una piccola comunità monastica ispirata al culto mariano e alla coltivazione dell'ulivo.
I Saraceni, stabilitisi alle foci del Garigliano (880), assaltarono e diedero alle fiamme il monastero di Montecassino il 4 settembre dell'883. Per anni, fino alla battaglia del Garigliano (915) in cui gli infedeli furono rigettati in mare, tutto rimase incolto e devastato.
I monaci tornarono nel 949, trovando le terre deserte e disabitate dato che le incursioni saracene non risparmiarono nulla. La popolazione contadina era fuggita o era stata massacrata dalle scorribande degli infedeli. Solo piccoli gruppi erano sopravvissuti: uno di quelli si era dato una difesa inespugnabile sulla rocca "Torroculum", l'odierno monte Trocchio sul quale cocuzzolo si vedono i resti della fortezza.
Per lo spirito battagliero ed indomito i tenutari della fortezza che dopo il 915 si insediarono sulla collina di "castrum cerbarii", poi Cerbarium e quindi Cervaro, furono sempre una spina nel fianco della Badia di Montecassino. La comunità monastica ristabilitasi a Montecassino ritenne poco opportuno lasciare le terre di sua proprietà infruttuose ed incolte e così pensò di ripopolare le zone del cassinate chiamando agricoltori dalle regioni vicine che non avevano terre da coltivare.
Per maggiormente invogliarli, data la miseria dilagante, concessero a quelli disposti a venire grandi appezzamenti di terreno a condizioni assai vantaggiose. Si inserisce così nella storia l'abbazia benedettina di Càlena con annessa una chiesa, chiamata appunto Santa Maria di Càlena che nel 1059, durante il Concilio di Melfi, il principe normanno Riccardo d'Aversa donò al potente abate Desiderio di Montecassino.
Successivamente, Cervaro fu importante centro artigianale, rinomato in particolare per l'oreficeria.
Alla fine dell'Ottocento nel territorio si sviluppò il fenomeno del brigantaggio, e numerose furono le ribellioni e saccheggi.
Nel 1927 Cervaro entrò a far parte della neonata provincia di Frosinone, venendo anche talvolta 
denominato come Cervaro di Frosinone, per differenziare il comune laziale da altri posti in Italia con lo stesso nome.
Cervaro nel corso della seconda guerra mondiale venne liberata il 12 gennaio 1944 dalla 34ª divisione americana. Costituì l'avamposto dei generali delle forze alleate durante la battaglia di Montecassino, ospitando i generali statunitensi Clark, Devers, Alexander, Eaker e Freyberg). In seguito ai bombardamenti venne distrutto al 98% e fu insignito della medaglia d'argento al merito civile.

### Simboli
Lo stemma e il gonfalone sono stati concessi con DPR del 6 novembre 1996.
Il gonfalone è un drappo di bianco con la bordatura di azzurro, riccamente ornato di ricami d'argento.

## Monumenti e luoghi d'interesse

### Architetture religiose
- Santuario della Madonna de' Piternis. Il santuario della Madonna de' Piternis sorge all'ingresso di una gola ai piedi del monte Aquilone, nei pressi della provinciale Cervaro-Viticuso. "In piternis" è una trasformazione dialettale dell'espressione "in sempiternis grati". Il santuario fu consacrato nel 1408. Come testimoniato nei documenti dell'abbazia di Montecassino, fu costruito attorno ad una nicchia antecedente all'anno 1000 nata sul luogo di un'apparizione della Madonna ad una pastorella di Cervaro; tale apparizione è forse il primo evento del genere in Italia. Qui sono conservati affreschi del XVI e XVII secolo.
- "Chiesa Maggiore" nel centro storico (via Cervo-Colle) con la scalinata monumentale e l'antico altare ligneo;
- Chiesa di Santa Lucia di Trocchio. Situata a circa 5 km a ovest dal capoluogo comunale, nella piccola frazione di Santa Lucia, di circa 600 abitanti. Vi si celebra la prima domenica di settembre la festa di Santa Lucia.
- Santuario Madonna Regina della Pace. Situato in località "La Foresta".
- Chiesa di Santo Stefano, patrono di Cervaro, adibita a cappella cimiteriale poiché adiacente al cimitero comunale.
- Chiesa dell'Annunziata (prima Santa Maria delle Grazie), collocata al centro del paese nei pressi della Piazza principale.
- Chiesa di San Paolo. Appare per la prima volta nella storia di Cervaro il 27 novembre 1198 nel Mandatum di Papa Innocenzo III. Ha subito opere di ristrutturazione nel 1400 e nei primi anni 2000.

### Architetture medievali
- Ruderi del castello medievale di Monte Trocchio; il castello di Monte Trocchio denominato "Torrocolo" fortificato nel 1057 per il timore di attacchi da parte dei Normanni ai possedimenti dell'Abbazia di Montecassino.
- Ruderi del Castello di Cervaro. Via Cervo

### Aree naturali
- Sentieri escursionistici sui monti del territorio comunale.
- Sentiero dei Mulini antichi
- Valle Vecchia

### Altro
- Fontane monumentali;
- Monumento ai Caduti II conflitto mondiale, sottostante il monte Trocchio, località "La Foresta";

## Società

### Evoluzione demografica
Abitanti censiti

### Religione
La popolazione professa per la maggior parte la religione cattolica e afferisce alla diocesi di Sora-Cassino-Aquino-Pontecorvo, ma fino all'anno 2014 faceva parte dell'abbazia territoriale di Montecassino.

### Lingue e dialetti
Il dialetto di Cervaro si caratterizza per alcune peculiarità. Dopo che i Saraceni assaltarono e diedero alle fiamme il monastero di Montecassino il 4 settembre del 883, tutto rimase incolto e devastato: pertanto, la comunità monastica ristabilitasi a Montecassino ritenne poco opportuno lasciare le terre di sua proprietà infruttuose ed incolte e così pensò di ripopolare le zone del cassinate chiamando agricoltori dalle regioni vicine che non avevano terre da coltivare.
A causa del collegamento tra le due comunità benedettine di Montecassino e dell’ex monastero benedettino di Calena, presso Peschici - il cui possesso da parte della Badia cassinese è attestato da numerose bolle papali datate dal 1097 al 1474 - alcuni nuclei familiari di contadini dell'entroterra pugliese attraversarono la gola tra monte Sammucaro e l'Aquilone ed approdarono nelle terre promesse dal monastero di Montecassino, trovando terre collinari simili alla Murgia coltivabili a oliveti, prive di umidità e nebbia che soffocava il cassinate; Cervaro e la sua signoria ebbero così nuovi contadini, che contribuirono al ripopolamento dell’area.
Ciò ha fatto sì che il dialetto locale acquisisse alcune caratteristiche riconducibili ai dialetti pugliesi e molisani: esso pertanto differisce in parte dal vicino cassinate per la presenza dei cosiddetti ”frangimenti vocalici”.

## Cultura

### Biblioteche
- La "Biblioteca comunale" comprende tre sezioni specializzate sull'antropologia culturale, sulla seconda guerra mondiale e sulla questione meridionale.

### Musei
- Museo demoantropologico
- Museo laboratorio sulla lavorazione dell'oro nella tradizione locale, nel centro storico

## Economia
Di seguito la tabella storica elaborata dall'Istat a tema Unità locali, intesa come numero di imprese attive, ed addetti, intesi come numero di addetti delle imprese locali attive (valori medi annui).
|                       | 2015                         | 2015                       | 2015           | 2015                  | 2015                | 2015                  | 2014           | 2014                  | 2013           | 2013      |
| --------------------- | ---------------------------- | -------------------------- | -------------- | --------------------- | ------------------- | --------------------- | -------------- | --------------------- | -------------- | --------- |
| Numero imprese attive | % Provinciale Imprese attive | % Regionale Imprese attive | Numero addetti | % Provinciale Addetti | % Regionale Addetti | Numero imprese attive | Numero addetti | Numero imprese attive | Numero addetti |           |
| Cervaro               | 332                          | 0,99%                      | 0,07%          | 747                   | 0,70%               | 0,05%                 | 331            | 724                   | 327            | 742       |
| Frosinone             | 33 605                       |                            | 7,38%          | 106 578               |                     | 6,92%                 | 34 015         | 107 546               | 35 081         | 111 529   |
| Lazio                 | 455 591                      |                            |                | 1 539 359             |                     |                       | 457 686        | 1 510 459             | 464 094        | 1 525 471 |

Nel 2015 le 332 imprese operanti nel territorio comunale, che rappresentavano lo 0,99% del totale provinciale (33 605 imprese attive), hanno occupato 747 addetti, lo 0,70% del dato provinciale; in media, ogni impresa nel 2015 ha occupato poco più di due addetti (2,26).
Vi viene prodotto l'olio di oliva extravergine ed il vino rosso.

## Infrastrutture e trasporti

### Ferrovie
Cervaro è servita dalla stazione di Stazione di Fontanarosa-Cervaro. La stazione non viene utilizzata dal pubblico da almeno il 1991.

## Amministrazione
Nel 1927, a seguito del riordino delle circoscrizioni provinciali stabilito dal regio decreto n. 1 del 2 gennaio 1927, per volontà del governo fascista, quando venne istituita la provincia di Frosinone, Cervaro passò dalla provincia di Terra di Lavoro a quella di Frosinone.

### Altre informazioni amministrative
Il comune fa parte dell'Unione dei comuni delle Mainarde e della Comunità montana Valle del Liri

## Sport

### Calcio
- Soccer Boys Cervaro che, nel campionato 2023-2024, milita nel campionato maschile di Seconda Categoria.[8]

### Tennis
È presente un circolo affiliato alla Federazione Italiana Tennis: ASD Le Querce Tennis Club.

### Impianti sportivi
Campo da calcio "Luigi Canale" con pista di atletica e due campi, uno da tennis e uno da calcetto.
Palazzetto dello sport in località medaglia d'oro, abilitato per eventi sportivi a carattere nazionale (ad es. campionato universitario di scherma, edizioni 2012 e 2013; campionato mondiale di box).
Campo di bocce. In prossimità della piazza principale e della villa comunale.